# Zaraï
Zaraï (łac. Diocesis Zaraïtenus) – stolica historycznej diecezji w Cesarstwie rzymskim w prowincji Numidia zlikwidowana w VII w. podczas ekspansji islamskiej, współcześnie w północnej Algierii. Obecnie katolickie biskupstwo tytularne. 

## Biskupi tytularni
| Lp. | Biskup                       | Funkcja                                                   | Od               | Do                   |
| --- | ---------------------------- | --------------------------------------------------------- | ---------------- | -------------------- |
|     | Edmond Alfred Dardel         | wikariusz apostolski Seszeli zmarł przed przyjęciem sakry | 23 sierpnia 1889 | 21 marca 1890        |
| 1   | Esteban Sánchez de las Heras | wikariusz apostolski Amoy (Chiny)                         | 15 stycznia 1895 | 21 czerwca 1896      |
| 2   | Jérôme-Josse Van Aertselaer  | wikariusz apostolski Centralnej Mongolii (Chiny)          | 7 maja 1898      | 12 stycznia 1924     |
| 3   | Félix Bilbao y Ugarriza      | biskup pomocniczy Tortosy (Hiszpania)                     | 23 kwietnia 1924 | 14 grudnia 1925      |
| 4   | Enrique María Dubuc Moreno   | biskup koadiutor Barquisimeto (Wenezuela)                 | 10 maja 1926     | 26 września 1926     |
| 5   | Jan Stavěl                   | biskup pomocniczy Ołomuńca (Czechosłowacja)               | 29 kwietnia 1927 | 6 listopada 1938     |
| 6   | Vince Kovács                 | biskup pomocniczy Vác (Węgry)                             | 20 lipca 1940    | 15 marca 1974        |
| 7   | Benito Cocchi                | biskup pomocniczy Bolonii (Włochy)                        | 12 grudnia 1974  | 22 maja 1982         |
| 8   | José Sebastián Laboa Gallego | nuncjusz apostolski                                       | 18 grudnia 1982  | 24 października 2002 |
| 9   | Assis Lopes                  | biskup pomocniczy Rio de Janeiro (Brazylia)               | 22 stycznia 2003 |                      |